# Turíbio Schmidt
Turíbio Schmidt (Braço do Norte, 23 de março de 1904 — Braço do Norte, 31 de março de 1990) foi um educador e político brasileiro.

## Vida
Filho de João Elói Schmidt e de Elisabete Rohling Schmidt.

## Carreira
Filiado ao Partido Social Democrático (PSD), foi eleito vereador em Braço do Norte, de 15 de novembro de 1954 a 22 de junho de 1955, quando a criação do município foi declarada inconstitucional, e Braço do Norte voltou a ser distrito de Tubarão.
Após a recriação definitiva do município, foi vereador na 1ª legislatura (1956 — 1960), na 2ª legislatura (1960 — 1965), e na 3ª legislatura (1965 — 1969).
Quando São Ludgero foi emancipado de Braço do Norte, pela lei 829, de 12 de junho de 1962, foi nomeado prefeito provisório, preparando as eleições de 7 de outubro, sendo eleito Daniel Brüning, que assumiu o mandato em 31 de janeiro de 1963.